# محمد رضایی راد
محمّد رضایی راد (زادهٔ ۱۳۴۵) فیلمنامه‌نویس، نمایشنامه‌نویس، کارگردان تئاتر، نویسنده و پژوهشگر اهل ایران است. فیلمنامه‌های او برنده جوایز متعددی از جشن خانه سینما و جشنواره فیلم فجر و جشنواره فیلم آسیا پاسیفیک شده‌است. فیلم کودک و سرباز با فیلمنامه‌ای از او برنده بالن نقره‌ای جشنواره سه قاره نانت فرانسه شد.

## ابتدای زندگی و تحصیلات
محمد رضایی‌راد در سال ۱۳۴۵ خورشیدی در یک خانواده پرجمعیت (شش دختر و دو پسر) در محلهٔ بیستون رشت به دنیا آمد.
او تحصیلات ابتدایی را در دبستان دین و دانش به انجام رسانید. بین سال‌های ۱۳۵۰ تا ۱۳۵۵ در محله‌های چهاربرادران و باغ حاتم زندگی می‌کرد. بین سال‌های ۱۳۵۶ تا ۱۳۶۱ تحصیل مقطع راهنمایی در مدارس شاهپور و مجتمع طالقانی و مدرسهٔ شبانهٔ تحویلداری انجام داد.

## فعالیت‌های هنری
او از سال ۱۳۵۸ در کلاس‌های تئاتر کانون پرورش فکری کودکان و نوجوانان شرکت می‌کرد و در نمایش‌های آن بازی می‌کرد. پدرش هفته نامهٔ محلی «نقش قلم» را در سال ۱۳۵۹ منتشر کرد که وی گهگاهی در آن نقدهای سینمایی و اشعاری می‌نوشت. تحصیلات دبیرستانی در بین سال‌های ۱۳۶۱ تا ۱۳۶۶ در دبیرستان‌های شریعتی، دین و دانش و امیرکبیر انجام داد. در سال ۱۳۶۴ کلاس‌های انجمن سینمای جوان شرکت نمود. بین سال‌های ۱۳۶۵ تا ۱۳۶۹ در رشتهٔ ادبیات فارسی در دانشگاه آزاد رشت تحصیل نمود. در سال ۱۳۶۶ با همکاری محمدتقی صالح‌پور، علی صدیقی و بهزاد عشقی نشریه فرهنگی «ویژهٔ فرهنگ، هنر و ادبیات نقش قلم» را منتشر می‌کند. بین سال‌های ۱۳۶۹ تا ۱۳۷۱ خدمت سربازی خود را در شهرهای تهران، شیراز و نفت شهر انجام داد. رضایی‌راد در بین سال‌های ۱۳۷۱ تا ۱۳۷۴ در مقطع فوق لیسانس در رشتهٔ فرهنگ و زبان‌های باستانی در دانشگاه آزاد واحد تهران ادامه تحصیل داد. وی پایان‌نامهٔ تحصیلی خود را با نام «اندیشه سیاسی در ایرانِ پیش از اسلام» نگاشت. در سال ۱۳۷۱ در انتشار نشریهٔ هشت روز هفته و کتاب نقد و بررسی آثار علی حاتمی و محسن مخملباف با عباس بهارلو همکاری می‌کرد. در سال ۱۳۷۲ نخستین فیلمنامه‌اش «بچه‌های مدرسهٔ همت» به رضا میرکریمی می‌فروشد که بعدها به مجموعه‌ای ۱۳ قسمتی تبدیل می‌شود. در سال ۱۳۷۴ به مدت سه ماه مدیر نشریهٔ داخلی انجمن آثار و مفاخر فرهنگی بود در سال ۱۳۷۶ با همسرش هنگامه ازدواج نمود. وی در سال ۱۳۷۷ همکاری خویش را با دانشنامهٔ زبان و ادب فارسی آغاز نمود. در همین سال به مدت یک ماه مشاور فرهنگی شهردار منطقهٔ ۷ تهران بود. همچنین در سال ۱۳۷۷ همکاریش را با شرکت معماری و شهرسازی عرصه آغاز نمود که حدود ۱۲ سال ادامه داشت و حاصل آن پژوهش و نگارش «تاریخ اجتماعی شهر در ایران باستان» بود. در سال ۱۳۷۸ به کرج نقل مکان نمود. در همان سال صاحب دختری به نام «رها» می‌شود. در سال ۱۳۸۱ شروع به نگارش هفتگی در ستون «اندیشیدن در بزرگراه» در روزنامهٔ شرق می‌کند و نگارش رمان «... و این تنها بازی جهان بود» را به اتمام رسانید. همچنین در همین سال مؤسسهٔ پویش خرد به همراه جمعی از دوستانش راه‌اندازی می‌کند که به مدت دو سال یک سلسله سخنرانی ماهانه دربارهٔ فلسفه هنر برگزاری می‌کنند. در سال ۱۳۸۴ با سفری به هند، مقاله‌ای در بازهٔ درام شکونتلا در همایش مطالعات ایران و هند در موزهٔ الله‌آباد ارائهٔ کرد. یک بار دیگر در سال ۱۳۸۵ به فرانسه سفر نمود و در نگارش فیلمنامهٔ «زیر آب» با سپیده فارسی همکاری نمود. در سال ۱۳۸۶ تاریخ نمایش و نمایش‌نامه‌نویسی در دانشکدهٔ هنر و بعد در دانشگاه سوره و دانشگاه تهران تدریس نمود. در سال ۱۳۸۸ به فرانسه مسافرت نود و بر اساس ایده‌ای از رمان جواد جواهری فیلمنامهٔ «آه فرشته» را برای سپیده فارسی می‌نگارد. در سال ۱۳۸۷ پژوهش و یافتن اسنادی دربارهٔ عباس نعلبندیان را آغاز نمود و یک سال بعد نیز مصاحبه با آربی آوانسیان، شکوه نجم‌آبادی، صدرالدین زاهد، رضا قاسمی و بیژن صفاری دربارهٔ عباس نعلبندیان نمود.
بعد از حدود ۱۰ سال‌ها دوری از تئاتر بار دیگر از روز ۵ تیر ماه ۱۳۹۳ با اجرای نمایش «و آنک انسان» در تالار استاد مشایخی مؤسسه فرهنگی هنری «مان» به صحنه بازگشت. رضایی‌راد حدود ۱۰ سال پیش نمایش «بازگشت به خان نخست» را در تالار قشقایی تئاتر شهر اجرا کرد. وی در هنگام دولت احمدی‌نژاد در تئاتر ممنوع‌الکار شد اما در سینما امکان فعالیت داشت و در همان سال‌های دوری‌اش از تئاتر، فیلمنامه فیلم «خسته نباشید!» را نوشت که با کارگردانی مشترک افشین هاشمی و محسن قرایی ساخته شد. او در این سال‌ها با وجود دوری‌اش از سالن‌های رسمی تئاتر، در فضاهای خصوصی نمایش اجرا می‌کرد و این چنین بود که گروه تئاتر «خانه» را تأسیس کرد. او همزمان، مشغول تمرین نمایشی دیگر با نام «جوهر گوگرد» است که با بازی افشین هاشمی، عاطفه نوری، میلاد رحیمی، آیه کیان‌پور و … اجرا خواهد شد.
مقالات او در این سال‌ها در روزنامه‌های توس، نشاط، صبح آزادگان، شرق، خرداد، نوروز، اعتماد، اعتماد ملی، ضمیمهٔ همشهری، کارگزاران و نشریاتِ نقش قلم، آبان، آدینه، نامهٔ فرهنگ، دنیای تصویر، دفترهای تئاتر، صحنه، هنرهای نمایشی، نمایش، کتاب ماه، چیستا، نقد سینما، فصلنامهٔ هنر، کارنامه، سیمیا، ارغنون و… چاپ شده‌است.

### نمایشنامه‌ها
- ثمینی، نغمه و محمد رضایی راد. بر اساس دوشس ملفی نوشته جان وبستر. تهران: بیدگل‏‫، ۱۳۹۵. شابک ‎‏‫‭۹۷۸-۶۰۰-۷۸۰۶-۴۳-۲‬‬
- بازگشت به خان نخست و هشتمین خان. ت‍ه‍ران: بیدگل‏‫، ۱۳۹۷. شابک ‎۹۷۸-۶۰۰-۷۸۰۶-۷۳-۹
- خانم قرمزی: یک نمایش غیر فاخر. تهران: بیدگل‏‫، ۱۳۹۵. شابک ‎۹۷۸-۶۰۰-۷۸۰۶-۳۰-۲
- جوهر گوگرد. تهران: بیدگل‏‫، ۱۳۹۵. شابک ‎‭۹۷۸-۶۰۰-۷۸۰۶-۴۴-۹‬
- فعل. تهران: بیدگل‏‫، ۱۳۹۶. شابک ‎۹۷۸-۶۰۰-۷۸۰۶-۶۷-۸
- فرشتهٔ تاریخ. تهران: بیدگل‏‫، ۱۳۹۸. شابک ‎‏‫‭۹۷۸-۶۲۲-۶۴۰۱-۹۰-۶‮‬
- رؤیای طاهره‌گان خاموش. تهران: بیدگل، ‏‫‬‏۱۳۹۵. شابک ‎‏‫‬‮‭۹۷۸-۶۰۰-۷۸۰۶-۴۵-۶
- رقصی چنین…. تهران: افراز‏‫، ۱۳۸۸. شابک ‎۹۷۸-۶۰۰-۵۲۱۸-۹۹-۲
- و ای‍ن ت‍ن‍ه‍ا ب‍ازی ج‍ه‍ان ب‍ود…. ت‍ه‍ران: چ‍ش‍م‍ه، ۱۳۸۵. شابک ‎۹۶۴-۳۶۲-۳۱۴-۹
- ناکجا و دو نمایشنامهٔ دیگر. تهران: بیدگل‏‫، ‏‫۱۳۹۷. شابک ‎‭۹۷۸-۶۰۰-۷۸۰۶-۸۱-۴‬‬‬
- گوش کن. تهران: بیدگل، ‏‫۱۳۹۸. شابک ‎‏‫‬‭‬‭۹۷۸-۶۲۲-۶۸۶۳-۰۴-۹
- گزارش خواب. ‏‫تهران‬‏‫: نشرنی‬‏‫، ۱۳۸۶. شابک ‎۹۷۸۹۶۴۳۱۲۸۹۸۲‬
- ‏‫در دوزخ نوشتم. تهران: نیلا‏‫، ۱۳۹۴. شابک ‎‭۹۷۸-۶۰۰-۵۱۴۰-۹۵-۸

### سایر آثار
- شرح واقعه
- عاشورپور، احمد. آف‍ت‍اب خ‍ی‍زان، دری‍ا ت‍وف‍ان: زن‍دگ‍ی و آث‍ار اح‍م‍د ع‍اش‍ورپ‍ور. ب‍ه‌ک‍وش‍ش ح‍س‍ی‍ن ح‍ق‍ان‍ی، ب‍اب‍ک رب‍وخ‍ه، م‍ح‍م‍د رض‍ای‍ی‌راد. ت‍ه‍ران: چ‍ش‍م‍ه‏‫‏، ۱۳۸۴. شابک ‎۹۶۴-۳۶۲-۱۸۵-۵‬‬
- م‍ب‍ان‍ی ان‍دی‍ش‍ه س‍ی‍اس‍ی در خ‍رد م‍زدای‍ی. ت‍ه‍ران: طرح ن‍و، ۱۳۷۸. شابک ‎۹۶۴-۵۶۲۵-۷۷-۷‬
- آغوش سنگی دیوار. رشت: فرهنگ ایلیا‏‫، ۱۳۹۰. شابک ‎‏‫‬‮‭‫‬‮‭۹۷۸-۹۶۴-۱۹۰-۲۰۹-۶
- ب‍چ‍ه‌ه‍ای م‍درس‍ه ه‍م‍ت‌. ت‍ه‍ران: ن‍ش‍ر ق‍و، ۱۳۸۱. شابک ‎۹۶۴-۶۴۱۲-۴۵-۹‬
- نشانه‌شناسی س‍ان‍س‍ور و س‍ک‍وت س‍خ‍ن‌. ت‍ه‍ران: طرح ن‍و، ۱۳۸۱. شابک ‎۹۶۴-۷۱۳۴-۷۵-۴‬

## فیلم‌شناسی
| سال  | عنوان        | توضیحات                                  |
| ---- | ------------ | ---------------------------------------- |
| ۱۳۹۳ | صدای آهسته   |                                          |
| ۱۳۹۱ | خسته نباشید! |                                          |
| ۱۳۸۸ | زیر آب       | با سپیده فارسی                           |
| ۱۳۸۵ | روز باران    | با اسماعیل براری                         |
| ۱۳۸۵ | کوه خواجه    | مجموعهٔ تلویزیونی مستند اثر محمدرضا معینی |
| ۱۳۸۴ | چوپان دروغگو | با نغمه ثمینی                            |
| ۱۳۸۴ | گزارش مریم   |                                          |
| ۱۳۸۲ | قدمگاه       |                                          |
| ۱۳۷۸ | چریکه هورام  | با فرهاد ورهرام                          |
| ۱۳۷۸ | کودک و سرباز |                                          |

## فیلم زندگی
فیلم مستند بازی نویس به کارگردانی آریان رضائی به زندگی تئاتری محمد رضایی راد می‌پردازد که برای نخستین بار آذر و دی ماه ۱۴۰۰ در سایت هاشور اکران آنلاین شده است.

## تئاتر
- ۱۳۶۴ - بازی در نمایش قصهٔ موشی که آدم شد نوشتهٔ بهزاد عشقی و به کارگردانی امیر ثابت.
- ۱۳۶۶ - بازی در نمایش دزد و شاه به نویسندگی و کارگردانی بهزاد عشقی.
- ۱۳۶۷ - کارگردانی نمایش عروسکها نوشتهٔ بهرام بیضایی در تالار سردار جنگل رشت.
- ۱۳۶۸ - کارگردانی نمایش سیزیف و مرگ نوشتهٔ روبر مرل در تالار سردار جنگل رشت.
- ۱۳۶۹ - کارگردانی و بازی در نمایش قبل از شروع نوشتهٔ میگوئل ارتگا آلوارز در تالار سردار جنگل رشت.
- ۱۳۸۳ - اجرای نمایش رقصی چنین… در تالار مولوی.
- ۱۳۸۳ - تمرین نمایش گزارش خواب برای جشنوارهٔ فجر و سپس انصراف از آن به دلیل آماده نبودن اجرا.
- ۱۳۸۳ - اجرای نمایش عروسی شغال به کارگردانی آروند دشت‌آرای.
- ۱۳۸۴ - اجرای نمایش بازگشت به خان نخست در سال قشقاییِ تئاتر شهر.
- ۱۳۸۴ - دستیار اول و برنامه‌ریز بهرام بیضایی، در نمایش مجلس شبیه در ذکر مصایب استاد نوید ماکان و همسرش مهندس رخشید فرزین
- ۱۳۸۶ - دستیار اول و برنامه‌ریز بهرام بیضایی در نمایش افرا، یا روز می‌گذرد
- ۱۳۸۸ - اجرای نگاه خیرهٔ خداوند در کارگاه نمایش تئاتر شهر، با حذف نام نویسنده.

## جوایز و نامزدی‌ها

### سینما
- جایزهٔ ویژهٔ هیئت داوران برای فیلم «مترو ۸۵» در جشنوارهٔ فیلم شهر (۱۳۸۷)
- برندهٔ جایزهٔ بهترین فیلمنامه هیئت داوران مجمع سینمای کودک و نوجوان از چهاردهمین دورهٔ جشنوارهٔ بین‌المللی فیلم‌های کودکان و نوجوانان برای کودک و سرباز (۱۳۷۸)[۶]
- برندهٔ جایزهٔ بهترین فیلمنامه از چهل و ششمین دورهٔ جشنوارهٔ فیلم آسیا پاسیفیک برای کودک و سرباز (۱۳۸۰)[۷]
- نامزد تندیس بهترین فیلمنامه بخش مسابقه فیلم‌های بلند از چهارمین جشن سینمای ایران برای کودک و سرباز (۱۳۷۹)[۸]
- برندهٔ تندیس بهترین فیلمنامه بخش مسابقه فیلم‌های بلند از هشتمین جشن سینمای ایران برای قدمگاه (۱۳۸۳)[۹]
- نامزد سیمرغ بلورین بهترین فیلمنامه از هجدهمین دورهٔ جشنوارهٔ فیلم فجر برای کودک و سرباز (۱۳۷۸)[۱۰]
- برندهٔ سیمرغ بلورین بهترین فیلم‌نامه بخش مسابقه سینمای ایران از بیست و دومین دورهٔ جشنوارهٔ فیلم فجر برای قدمگاه (۱۳۸۲)[۱۱]

### مطبوعات
- منتقد هنری برگزیده در جشنوارهٔ مطبوعات (۱۳۸۰).
- جایزهٔ سوم نقد برگزیدهٔ تئاتر از انجمن منتقدان تئاتر (۱۳۸۲).

### تئاتر
- جایزهٔ دومین نمایشنامهٔ چاپ‌شدهٔ برگزیده از سوی کانون نمایش‌نامه‌نویسان خانهٔ تئاتر (۱۳۸۸).
- جایزهٔ نخست نمایش‌نامه‌نویسی برای نمایش «گوش کن» (۱۳۸۵ در جشنوارهٔ بانو. به کارگردانی مینا هبیلی)
- جایزهٔ بهترین نمایشنامهٔ نخستین جشنوارهٔ تئاتر ماه (۱۳۸۲ برای نگارش نمایشنامهٔ «بر فراز برجکها» به کارگردانی رحیم نوروزی).